# مرکز ترومای عشق‌آباد
مرکز ترومای عشق‌آباد (به لاتین: Ashgabat Trauma Center) یک بیمارستان در ترکمنستان است که در عشق‌آباد واقع شده‌است.